# Франкское королевство Бургундия

Франкское государство с 481 до 814 года

Франкское королевство Бургундия — одна из составляющих Франкского государства в VI—VII веках.

## Предыстория
В 532—534 годах франкские монархи Хильдеберт I и Хлотарь I вели войну с королевством бургундов. Разбив в 532 году войско короля Годомара II в сражении при Отёне, короли франков — Хильдеберт I, Хлотарь I и Теодеберт I — смогли установить контроль над большей частью подвластных бургундам земель. К концу 534 года королевство бургундов было включено в состав Франкского государства.

## История
В 561 году государство франков было разделено между четырьмя сыновьями Хлотаря. В результате Бургундия, дополненная землями центральной Франции и большей части Прованса, отошла к Гунтрамну, за которым в историографии зекрепился титул короля Бургундии. В дальнейшем Бургундия в составе разных земель неоднократно становилась частью владений других правителей из династии Меровингов.

## Последующая история
По Верденскому договору 843 года Бургундия была разделена: земли, лежавшие к западу от Соны отошли Западно-Франкскому королевству, и впоследствии стали основой для Бургундского герцогства, а остальная часть бывшего Королевства бургундов была закреплена за Срединным королевством и позднее на этих территориях было образовано Бургундское королевство (Арелат).

## Правители франкской Бургундии
Короли Бургундии
- 561—592 : Гунтрамн
- 592—595 : Хильдеберт II
- 595—613 : Теодорих II
- 613—613 : Сигиберт II
- 613—629 : Хлотарь II
- 629—639 : Дагоберт I
- 639—658 : Хлодвиг II
- 658—673 : Хлотарь III
- 673—673 : Теодорих III
- 673—675 : Хильдерик II
- 675—691 : Теодорих III (вторично)

Майордомы Бургундии
- до 599: Варнахар I
- до 604: Бертоальд
- 605: Протадий
- 606 — не позднее 613: Клавдий
- 613—626/627: Варнахар II (613—626/627)
- 639—641: Эга (также в Нейстрии)
- 641—642: Флаохад
- упоминается в 653/654: Радоберт